# Cratere Joly
Joly  è un cratere sulla superficie di Marte.